# Amroha
Amroha, és una ciutat de l'Índia, està situada en l'estat de Uttar Pradesh, pertanyent al districte de Jyotiba Phule Nagar.

## Descripció
Aquesta ciutat es troba a l'oest de Moradabad, es connecta amb ella pel servei de ferrocarril i per la carretera nacional nº 24, d'igual manera ho fa amb Nova Delhi; és la seu administrativa del districte de Jyotiba Phule Nagar. D'acord amb el cens de l'any 2001, la ciutat tenia 164.890 habitants (86.836 homes i 78.054 dones). En l'Índia és coneguda per la producció de mango, per la qualitat i per la quantitat de varietats, un altre dels productes destacables d'aquesta ciutat és la canya de sucre i la ceràmica, a més es fabriquen teles de cotó.